# If It's Over
"If It's Over" é uma canção da cantora estadunidense Mariah Carey, escrita por ela e Carole King, com Walter Afanasieff na direção de sua produção. Foi lançado originalmente em 17 de setembro de 1991 no segundo álbum de estúdio de Carey, Emotions (1991). Liricamente, a música fala de um romance que esfria e encontra a protagonista perguntando a seu namorado "se acabou, deixe-me ir". Vários meses após o lançamento do Emotions, Carey tocou a música durante sua aparição no programa de televisão MTV Unplugged.
Após o lançamento do EP MTV Unplugged, a versão ao vivo da música foi usada como o segundo single lançado no final de 1992. A versão ao vivo omite o segundo verso e o refrão, pois as músicas foram encurtadas para o show. Ele recebeu um lançamento muito limitado, sendo apresentado como único single de divulgação em determinados territórios. Seu único pico foi nos Países Baixos, onde alcançou o número oitenta. Carey performou "If It's Over" ao vivo durante o 34º Grammy Awards e no Saturday Night Live.

## Antecedentes e gravação
Durante a promoção para seu auto-intitulado álbum de estreia em 1990, ela apareceu no programa de Arsenio Hall para interpretar o seu primeiro single, "Vision of Love". Depois de muitos comentários sobre a apresentação, a cantora e compositora Carole King se interessou por Carey e por seu material e um ano mais tarde, entrou em contato com ela durante as sessões de gravação para o álbum Emotions, perguntando se ela estaria interessada em fazer uma versão de "(You Make Me Feel Like) A Natural Woman", uma canção que Carole tinha escrito ao lado de Gerry Goffin para Aretha Franklin.  Carey recusou, sentindo-se desconfortável em regravar uma música que uma de suas influências musicais executou tão perfeitamente. Ainda determinada a trabalhar com Carey, King voou para Nova York por um dia, na esperança de escrever e compor uma balada de algum tipo. Ao longo do dia, as duas compositoras trocaram idéias e melodias musicais no piano até "If It's Over" entrar em concepção. Em uma entrevista após a colaboração, King disse o seguinte sobre Carey: "Eu amo a voz dela. Ela é muito expressiva. Ela dá muito significado ao que canta".

## Composição
"If It's Over" é uma balada de andamento vagaroso, que incorpora vários gêneros e influências em seu som e instrumentação. Entre eles, rhythm and blues, soul e jazz, além de inspirar a música e o estilo das décadas de 1950 e 60. A música foi escrita por Carey e Carole King, com ambas liderando a produção da música. Instrumentalmente, "If It's Over" apresenta várias melodias musicais, incluindo barítono, tenor, e notas altas de saxofone soprano, bem como o piano, trompete, trompa e baixo. Na música, Carey faz um breve uso do whistle register, antes da última parte. Segundo o autor Chris Nickson, a instrumentação e a base da música foram cruciais para a performance de Carey ao longo da música. Além disso, ele descreveu seu conteúdo e instrumentação:
| “ | Com uma canção cheia de influências gospel e soul, permitiu que Mariah realmente soltasse as lágrimas e mostrasse o que ela pode fazer – que na realidade é muito mais do que uma ginástica vocal que vale a sua reputação. De um ruído grave a um lamento alto, ela cobriu maravilhosamente as cinco oitavas, com o poder da melodia e da construção dos vocais de apoio – que mais uma vez tiveram aquela harmonia de igreja - preenchendo a melodia da reposição e as pontes majestosas que entraram no fim da canção. Realmente mostra um ótimo vocal de Mariah. | ” |

## Apresentações ao vivo
Carey cantou "If It's Over" na 17ª temporada do Saturday Night Live, junto com "Can't Let Go". Durante a apresentação, Carey apareceu no palco vestindo uma jaqueta esportiva de couro preto, bem como calças e botas pretas combinando. Walter Afanasieff tocou piano, enquanto Trey Lorenz, Patrique McMillan e Melonie Daniels forneceram os vocais de fundo ao vivo. Além disso, cinco músicos adicionais foram fornecidas; Lew Delgado no saxofone barítono;  Lenny Pickett no saxofone tenor, George Young no saxofone alto e Earl Gardner e Steve Turre no trompete. Além disso, Carey cantou "If It's Over" no na 34º Grammy Awards, realizado em 26 de fevereiro de 1992. Quando a cortina foi fechada, Carey subiu ao palco vestindo um vestido de gala vermelho e preto, enquanto exibia um penteado dourado e encaracolado. Atrás de uma grande cortina vermelha colocada atrás dela, vários cantores de apoio foram colocados em pé em uma plataforma elevada oculta. Em 16 de março de 1992, a artista apresentou as suas primeiras canções ao vivo no MTV Unplugged, um show que vai ao ar na MTV. As performances de Carey no show acabaram por ser lançadas num extended play (EP) intitulado MTV Unplugged.

## Lançamento e recepção
Após o lançamento de "I'll Be There" como o primeiro single de MTV Unplugged, um mês antes do EP chegar as lojas, a versão ao vivo de "If It's Over" no show foi lançada como um single para rádios em poucos países. Após o lançamento, "If It's Over" recebeu avaliações geralmente positivas por parte dos críticos de música contemporânea. Bill Lamb do About.com comentou que a canção é uma das melhores de Carey, e elogiou o seu tom gospel na melodia. Ashley S. Battel do Allmusic escreveu que a canção "vai levar você a uma viagem musical", enquanto que Jan DeKnock do The Chicago Tribune, a comparou com o estilo das grandes baladas de soul dos anos 60.

## Faixas e formatos
A versão física de "If It's Over" foi lançada apenas em determinados territórios, contendo a versão ao vivo do show MTV Unplugged, com três minutos e quarenta e sete segundos, acompanhada da versão lançada nos Países Baixos e na Europa, a canção "Emotions" no Japão e num maxi-single na Europa com "Someday" (New 12" jackswing).
| CD single - Países Baixos/Europa |                          |                           |                                 |         |  |
| N.º                              | Título                   | Compositor(es)            | Produtor(es)                    | Duração |  |
| 1.                               | "If It's Over" (ao vivo) | Mariah Carey, Carole King | Mariah Carey, Walter Afanasieff | 3:47    |  |
| 2.                               | "If It's Over"           | M. Carey, C. King         | M. Carey, W. Afanasieff         | 4:38    |  |

| CD single - Japão |                          |                                        |                                        |         |  |
| N.º               | Título                   | Compositor(es)                         | Produtor(es)                           | Duração |  |
| 1.                | "If It's Over" (ao vivo) | Mariah Carey, Carole King              | M. Carey, Walter Afanasieff            | 3:47    |  |
| 2.                | "Emotions"               | M. Carey, David Cole, Robert Clivillés | M. Carey, David Cole, Robert Clivillés | 3:59    |  |

| CD maxi-single - Europa |                               |                           |                                 |         |  |
| N.º                     | Título                        | Compositor(es)            | Produtor(es)                    | Duração |  |
| 1.                      | "If It's Over" (ao vivo)      | Mariah Carey, Carole King | Mariah Carey, Walter Afanasieff | 3:47    |  |
| 2.                      | "If It's Over"                | M. Carey, C. King         | M. Carey, W. Afanasieff         | 4:38    |  |
| 3.                      | "Someday" (New 12" jackswing) | M. Carey, Ben Margulies   | Ric Wake                        | 4:13    |  |

## Créditos
Créditos tirados do encarte do álbum MTV Unplugged.
- Mariah Carey – vocais, compositora, co-produtor, arranjos
- Carole King – compositora, arranjos
- Walter Afanasieff - co-produtor

## Desempenho nas tabelas musicais

### Gráficos semanais
| Tabela musical (1991)          | Melhor posição |
| ------------------------------ | -------------- |
| Austrália (ARIA)               | 115            |
| Países Baixos (Single Top 100) | 80             |